# Montreuil-Bellay
Montreuil-Bellay település Franciaországban, Maine-et-Loire megyében. Lakosainak száma 3716 fő (2022. január 1.). Montreuil-Bellay Le Coudray-Macouard, Antoigné, Cizay-la-Madeleine, Épieds, Le Puy-Notre-Dame, Saint-Just-sur-Dive, Vaudelnay, Saint-Martin-de-Sanzay, Pouançay és Bellevigne-les-Châteaux községekkel határos.

## Népesség
A település népességének változása:
| Lakosok száma | 3086 | 4093 | 4041 | 4060 | 4030 | 3999 | 3822 | 3726 | 3705 | 3716 |
|               | 1968 | 1982 | 1990 | 2006 | 2013 | 2015 | 2017 | 2019 | 2020 | 2022 |